# Принц Седреддин-Мірзе Каджар
Принц Седреддин-Мірзе Каджар (Седр-Еддин-Мірзе, Седр-ед-Дин-Мірзе, Седрі-Мірзе; азерб. Sədrəddin Mirzə Qacar 1 січня 1873 — 28 березня 1921, Архангельськ) — військовий діяч російської імператорської і азербайджанської армій, учасник Першої світової війни, полковник, начальник канцелярії Військового міністерства Азербайджанської Республіки, член царського дому Каджарів. 

## Життєпис
Седреддин Мірзе Каджар народився 1 січня 1873 року в родині Абдул-Самед-Мірзе Каджара, що був сином колишнього генерал-губернатора Азербайджану Бахмана Мірзе Каджара. Згадується в послужних списках свого батька. Матір'ю Седреддин-Мірзе була донька перського підданого Мустафа-бека Наспар-Ханум. 

### Служба в Російській імператорській армії
Був переведений у 20-ту польову артилерійську бригаду.  
Найвищим наказом від 19 липня 1898 року підпоручик 20-ї польової артилерійської бригади Принц Седрі-Мірзе був проведений в поручики зі старшинством в чині з 7 серпня 1897.  
Найвищим наказом від 19 серпня 1901 року поручик 20-го летючого артилерійського парку Принц Седрі-Мірзе за вислугу років був підвищений до звання штабс-капітана зі старшинством в чині з 7 серпня 1901 року.  
23 вересня 1901 року у званні штабс-капітана 20-го летючого артилерійського парку Принц Седрі-Мірзе отримав орден Святого Станіслава III ступеня. 
Найвищим наказом від 4 грудня 1903 року штабс-капітан 20-го летючого артилерійського парку Принц Седрі-Мірзе був призначений виконувачем обов'язків мирового посередника 2-го відділу Нухінського повіту із зарахуванням по армійської піхоти, а через деякий час - виконувачем обов'язків мирового посередника 1-го відділу Джеванширського повіту.  
Наказом від 1 травня 1906 року штабс-капітан Принц Седрі-Мірзе за вислугу років підвищений до звання капітана зі старшинством з 7 серпня 1905 року. Найвищим наказом від 7 липня 1910 року капітан Принц Седрі-Мірзе «за хворобою» звільнений від служби підполковником з пенсією і з зарахуванням в піше ополчення по Єлисаветпольській губернії. 
Брав участь в Першій світовій війні.  
7 листопада 1914 року призваний по мобілізації в колишньому чині капітана.  
1 січня 1915 року проведений в зауряд-полковники із зарахуванням до 2-ї роти 248-ї пішої Самарської дружини державного ополчення. 
1 січня 1915 року нагороджений орденом Святої Анни III ступеня (нагорода затверджена наказом головнокомандувача Кавказької армією № 533 від 4 липня 1915 року).  
17 січня 1915 року призначений начальником господарської частини 248-ї пішої Самарської дружини державного ополчення . 
За даними на 1 січня 1917 року зауряд-підполковник принц Седр-Еддин Мірзе продовжував залишатися на посаді начальника господарської частини 248-ї пішої Самарської дружини державного ополчення. 

### На службі Азербайджану
У травні 1918 року була проголошена незалежність Азербайджанської Демократичної Республіки і Седреддин-Мірзе вступив на службу до армії нової республіки.  
Станом на 9 листопада 1919 року підполковник принц Седреддин Мірзе Каджар займав посаду бакинського повітового військового начальника. За даними ж на початок 1920 року, принц Седр Еддин Каджар вже в чині полковника був начальником канцелярії Військового міністерства. 
Після падіння у квітні 1920 року Азербайджанської Республіки в результаті більшовицької окупації військами Червоної Армії і встановлення в Азербайджані радянської  влади полковник принц Седреддин-Мірзе був заарештований і висланий до Архангельська. Згідно зі списком генералів, офіцерів і рядових "білих армій", а також цивільних осіб, що утримувалися в Архангельському і Пертоминському концтаборах і розстріляних за постановою Трійки особливого відділу охорони кордонів Північної області, полковник принц Седреддин-Мірзе був розстріляний 28 березня 1921 року. 

## Родина
- Донька — Сурая Каджар (1910, Шуша — 1992), азербайджанська співачка, Народна артистка Азербайджану та Вірменії[5] ;
- Донька — Фірішта-Ханум[5].
- Донька — Салтанат-Ханум[5].